# 第123回日劇學院賞
←第122回 - 第123回 - 第124回→
第123回日劇學院賞，針對2025年1月到3月在日本播出秋季檔連續劇所做出的投票與評比。本季獲最優秀作品賞為TBS電視台的《御上老師》，此劇共獲四項大獎為本季最多。

## 得獎名單

### 最佳作品
| 得獎/名次 | 連續劇                   |
| --------- | ------------------------ |
|           | 御上老師                 |
| 2         | 小鎮星熱點               |
| 3         | 東京沙拉碗               |
| 4         | 日本第一爛社畜           |
| 5         | 小圓26歲，是名實習醫生！ |
| 6         | 和富家少爺的戀愛太難了   |

讀者票：1. 和富家少爺的戀愛太難了；2. 阿波羅之歌；3. 御上老師；4. 日本第一爛社畜；5. 小圓26歲，是名實習醫生！
記者票：1. 小鎮星熱點；2. 御上老師；3. 東京沙拉碗；4. 誰看見了孔雀在跳舞？；5. 小圓26歲，是名實習醫生！
評審票：1. 御上老師；2. 小鎮星熱點；3. 東京沙拉碗；4. 日本第一爛社畜；5. 晚餐藍調

### 最佳男主角
| 得獎/名次 | 演員     | 連續劇                 |
| --------- | -------- | ---------------------- |
|           | 松坂桃李 | 御上老師               |
| 2         | 松田龍平 | 東京沙拉碗             |
| 3         | 香取慎吾 | 日本第一爛社畜         |
| 4         | 永瀨廉   | 和富家少爺的戀愛太難了 |
| 5         | 金子大地 | 晚餐藍調               |

讀者票：1. 永瀨廉（和富家少爺的戀愛太難了）；2. 松坂桃李（御上老師）；3. 佐藤勝利（阿波羅之歌）；4. 香取慎吾（日本第一爛社畜）；5. 藤原丈一郎（我的心機前女友 from 戀愛心機又怎樣?）
記者票：1. 松坂桃李（御上老師）；2. 松田龍平（東京沙拉碗）；3. 香取慎吾（日本第一爛社畜）；4. 井之脇海（晚餐藍調）；5. 金子大地（晚餐藍調）
評審票：1. 松坂桃李（御上老師）；2. 松田龍平（東京沙拉碗）；3. 香取慎吾（日本第一爛社畜）；4. 上川隆也（推理就在租/買房後）；5. 金子大地（晚餐藍調）

### 最佳女主角
| 得獎/名次 | 演員       | 連續劇                   |
| --------- | ---------- | ------------------------ |
|           | 市川實日子 | 小鎮星熱點               |
| 2         | 奈緒       | 東京沙拉碗               |
| 3         | 廣瀨鈴     | 誰看見了孔雀在跳舞？     |
| 4         | 芳根京子   | 小圓26歲，是名實習醫生！ |
| 5         | 高石明里   | 阿波羅之歌               |

讀者票：1. 芳根京子（小圓26歲，是名實習醫生！）；2. 廣瀨鈴（誰看見了孔雀在跳舞？）；3. 市川實日子（小鎮星熱點）；4. 高石明里（阿波羅之歌）；5. 川口春奈（Ensemble）
記者票：1. 市川實日子（小鎮星熱點）、 奈緒（東京沙拉碗）；3. 廣瀨鈴（誰看見了孔雀在跳舞？）；4. 芳根京子（小圓26歲，是名實習醫生！）；5. 高石明里（阿波羅之歌）
評審票：1. 市川實日子（小鎮星熱點）、 奈緒（東京沙拉碗）、 廣瀨鈴（誰看見了孔雀在跳舞？）；4. 芳根京子（小圓26歲，是名實習醫生！）；5. 蓮佛美沙子（香草日常）

### 最佳男配角
| 得獎/名次 | 演員     | 連續劇                 |
| --------- | -------- | ---------------------- |
|           | 角田晃廣 | 小鎮星熱點             |
| 2         | 奧平大兼 | 御上老師               |
| 3         | 松山研一 | 誰看見了孔雀在跳舞？   |
| 4         | 西畑大吾 | 和富家少爺的戀愛太難了 |
| 5         | 岡田將生 | 御上老師               |

讀者票：1. 西畑大吾（和富家少爺的戀愛太難了）；2. 松村北斗（Essemble）；3. 志尊淳（日本第一爛社畜）；4. 角田晃廣（小鎮星熱點）；5. 奧平大兼（御上老師）
記者票：1. 角田晃廣（小鎮星熱點）；2. 奧平大兼（御上老師）；3. 磯村勇斗（誰看見了孔雀在跳舞？）；4. 松山研一（誰看見了孔雀在跳舞？）；5. 岡田將生（御上老師）
評審票：1. 角田晃廣（小鎮星熱點）；2. 松山研一（誰看見了孔雀在跳舞？）；3. 奧平大兼（御上老師）；4. 岡田將生、 北村一輝（御上老師）

### 最佳女配角
| 得獎/名次 | 演員     | 連續劇           |
| --------- | -------- | ---------------- |
|           | 澀谷凪咲 | 帶你到地獄的盡頭 |
| 2         | 平岩紙   | 小鎮星熱點       |
| 3         | 鈴木杏   | 小鎮星熱點       |
| 4         | 吉岡里帆 | 御上老師         |
| 5         | 堀田真由 | 御上老師         |

讀者票：1. 山下美月（和富家少爺的戀愛太難了）；2. 吉岡里帆（御上老師）；3. 堀田真由（御上老師）；4. 富永愛（日本第一爛社畜）；5. 仲里依紗（御飯糰）
記者票：1. 澀谷凪咲（帶你到地獄的盡頭）；2. 平岩紙（小鎮星熱點）；3. 吉岡里帆（御上老師）；4. 鈴木杏（小鎮星熱點）、堀田真由（御上老師）
評審票：1. 常盤貴子（御上老師）；2. 澀谷凪咲（帶你到地獄的盡頭）；3. 內田理央（推理就在租/買房後）；4. 平岩紙（小鎮星熱點）、瀧內公美（誰看見了孔雀在跳舞？）

### 最佳電視劇歌曲
| 得獎/名次 | 歌曲/演唱者                              | 連續劇                   |
| --------- | ---------------------------------------- | ------------------------ |
|           | 《Puppets Can't Control You》ONE OK ROCK | 御上老師                 |
| 2         | 《Elf》Ado                               | 誰看見了孔雀在跳舞？     |
| 3         | 《聲》羊文學                             | 救命119                  |
| 4         | 《HEART》King & Prince                   | 和富家少爺的戀愛太難了   |
| 5         | 《Eureka》星野源                         | 小圓26歲，是名實習醫生！ |

讀者票：

1.《HEART》King & Prince（和富家少爺的戀愛太難了）

2.《Circus Funk (feat. Chevon)》香取慎吾（日本第一爛社畜）

3.《Puppets Can't Control You》ONE OK ROCK（御上老師）

4.《Eureka》星野源（小圓26歲，是名實習醫生！）

5.《cinema》aiko（Essemble）
記者票：

1.《Puppets Can't Control You》ONE OK ROCK（御上老師）

2.《Elf》Ado（誰看見了孔雀在跳舞？）

3.《聲》羊文學（救命119）

4.《Eureka》星野源（小圓26歲，是名實習醫生！）

5.《Illumination》B'z（御飯糰）
評審票：

1.《Puppets Can't Control You》ONE OK ROCK（御上老師）

2.《Elf》Ado（誰看見了孔雀在跳舞？）

3.《Iris》BUDDiiS（最高機密）、《聲》羊文學（救命119）

5.《Circus Funk (feat. Chevon)》香取慎吾（日本第一爛社畜）

### 最佳劇本
| 得獎/名次 | 編劇     | 連續劇     |
| --------- | -------- | ---------- |
|           | 笨蛋節奏 | 小鎮星熱點 |
| 2         | 詩森蘆馬 | 御上老師   |
| 3         | 金澤知樹 | 東京沙拉碗 |

### 最佳導演
| 得獎/名次 | 導演                         | 連續劇     |
| --------- | ---------------------------- | ---------- |
|           | 宮崎陽平、嶋田廣野、小牧櫻   | 御上老師   |
| 2         | 水野格、山田信義、松田健斗   | 小鎮星熱點 |
| 3         | 津田溫子、川井隼人、水元泰嗣 | 東京沙拉碗 |

## 外部連結
- 第122回日劇學院賞